# Lago Winnipesaukee
El lago Winnipesaukee es el más grande de los lagos del estado de Nuevo Hampshire, Estados Unidos. Mide unos 30 km de largo y entre 1.5 a 15 km de ancho (noreste-suroeste), abarcando unos 180 km². Su profundidad máxima es de 65 m.
El lago posee 253 islas, la mitad de las cuales poseen una superficie menor a los 1000 m² y está rodeado por numerosas penínsulas, lo que resulta en una línea costera de unos 460 km de extensión. Se encuentra ubicado a 154 m s. n. m. Por su superficie, Winnipesaukee, es el tercer lago de Nueva Inglaterra luego del lago Champlain y el Moosehead.
Su descarga se encuentra regulada por el dique Lakeport (en Lakeport, New Hampshire) ubicado sobre el río Winnipesaukee.

### Cámaras web
- Alton Bay – WinnipesaukeeCam
- Bear Island Conservation Association – BearCam
- Black Cat Island – Lake Winnipesaukee WeatherCam
- Rattlesnake Island
- Weirs Beach – WeirsCAM
- Weirs Channel
- Wolfeboro Bay – WolfeboroCam

- Datos: Q224872
- Multimedia: Lake Winnipesaukee / Q224872